# Salino (torrente)
Il Salino è un torrente del versante orientale dei Monti Sibillini (versante adriatico) che scorre nell'Alto Maceratese meridionale, le cui acque sono dotate di un apprezzabile grado di salinità, da cui il nome del corso d'acqua.
Dopo l'Ambro e il Tennacola, Il Salino è il terzo e ultimo tra gli affluenti principali del fiume Tenna, nel quale giunge a confluire solo qualche chilometro più avanti del Tennacola, anch'esso da sinistra, in territorio di Servigliano, in provincia di Fermo, ma cavallo dei comuni di Penna San Giovanni e di Falerone.
Il torrente è lungo 34 km e ha una portata media di 6 m³/s.

## Percorso[5]
Il torrente si forma dall'unione di alcuni fossi naturali presenti in una fitta macchia boscosa di castagni, situata a nord del comune di Sarnano, in direzione di Pian di Pieca, in prossimità della frazioni di Borghetti e Vecciola di Sopra che sono ad una quota di circa 550 m s.l.m.
A differenza del Tennacola, l'affluente precedente del Tenna che proviene dal monte Castel Manardo, il Salino si origina quindi in una zona subappenninica collinare dei monti Sibillini.
Il salino scorre inizialmente per pochi chilometri verso nord nel territorio di Sarnano, per poi proseguire prima verso nord-est, e poi piegando lentamente verso est, attraversando i territori di San Ginesio (riva sinistra), Gualdo (riva destra), Sant'Angelo in Pontano (sx); continua nel suo ultimo tratto tra Penna San Giovanni (a dx) e Falerone (a sx), segnando nel suo percorso il confine tra le province di Macerata e Fermo, sfociando poi nel Tenna a Servigliano (FM).
L'alta valle del Salino è ricca di antica vegetazione, a tratti molto fitta, consistente in roverella, cerro, carpino e anche faggio. Il corso medio del torrente avviene nella valle compresa tra due dorsali pressappoco parallele in direzione ovest-est: la prima, più a sud, va da Gualdo a Penna San Giovanni ed è quella che fa da spartiacque tra il bacino del Salino da quello del Tennacola; la seconda dorsale, più a nord e che guarda il torrente con il versante più ripido, va da Sant'Angelo in Pontano a Falerone e fa da spartiacque tra  il bacino del Salino e quello del fiume Fiastra.

### Affluenti
Il Salino nel suo percorso riceve le acque dei fossi presenti in entrambi i suoi versanti. Tra questi, a circa metà percorso, nei pressi della località Ponte Salino (area verde attrezzata, tra Penna San Giovanni e S. Angelo in Pontano), il Salino riceve da sinistra il Fosso di Colle Chiarino e da destra il Fosso di Patenetta (o Patanetta). Entrambi hanno scavato il loro letto in arenarie del Miocene superiore, formando lungo i loro percorsi forre fluviali suggestive e molto ricche di vegetazione.

## Caratteristiche peculiari
L'inusuale caratteristica del torrente Salino risiede nel fatto che le sue acque sono, per l'appunto, salate e parzialmente sulfuree. Il sale deriva da una sorgente minerale situata nel Fosso di Patenetta, poco più in alto della sua confluenza con il Salino stesso. Queste sorgenti salate erano usate fin dai tempi degli antichi Romani e anche in tempi meno recenti il suo sale veniva estratto per il fabbisogno locale. Nel luogo è attualmente presente il Parco delle Saline con diversi sentieri, di interesse turistico, o anche escursionistico. Nei pressi di tali sorgenti saline si trova un "Pozzo Poderoso", detto così per la sua profondità, contenente acqua sulfurea.